# Cristian Javier Simari Birkner
Pour les articles homonymes, voir Birkner.
Cristian Javier Simari Birkner, né le 4 octobre 1980 à San Carlos de Bariloche, est un skieur alpin argentin. Il est spécialiste des épreuves techniques (slalom et slalom géant).

## Biographie
Membre du club Andino Bariloche, il prend part à ses premières compétitions internationales en 1995, où il monte rapidement sur ses premiers podiums dans la Coupe sud-américaine. Ensuite de 1996 à 2000, Birkner est engagé dans les Championnats du monde junior, enregistrant son meilleur résultat en 2000, au Québec, achevant le slalom au huitième rang. 
En 1997, il a reçu sa première sélection dans l'équipe nationale sénior, à l'occasion des Championnats du monde à Sestrières, où il compte deux résultats dans le top trente : 26e du slalom et 21e du combiné. C'est aussi à Sestrières, sur un slalom, qu'il s'élance pour la première fois sur une course de Coupe du monde en décembre 1998. Dans cette compétition, il atteint deux fois la top trente, synonyme de points et de présence dans le classement général, d'abord en 2012, où il finit 26e du super-combiné de Sotchi, puis en 2016, où il est 29e du combiné alpin de Kitzbühel.
En 2001, l'Argentin monte sur deux podiums dans la Coupe d'Europe dont il court régulièrement durant sa carrière et depuis 1998, en slalom à Pozza di Fassa et Val Thorens. En Amérique du sud, il est figure dominante de son sport, puisqu'il remporte le circuit continental quatorze fois 2000 et 2020.
Il a représenté son pays lors des Jeux olympiques d'hiver de 2002, de 2006 et de 2010. En 2014, il est le porte-drapeau de l'Argentine pour la troisième fois après 2002 et 2010. Il obtient comme meilleur résultat, en quatre participations, une 17e place à Salt Lake City en 2002 et d'autres top trente, comme deux 23e places en 2006 à Turin sur le slalom géant et le combiné ou encore une 26e place en slalom en 2010 à Vancouver.
Même s'il manque les Jeux olympiques de Pyeongchang 2018, il participe aux Championnats du monde, qu'il court sans discontinuer depuis 1997, pour même enregistrer parmi ses meilleurs résultats lors de l'édition 2021 à Cortina d'Ampezzo, où il est deux fois 27e et 18e du combiné. Seul à deux reprises, il a fait mieux, arrivant 17e du slalom géant à Saint-Moritz en 2003 et du slalom à Åre en 2007.
En 2021, il accumule à ce point plus de 230 départs dans la Coupe du monde et combine toujours avec son activité d'entraîneur. 
Simari Birkner est membre d'une fratrie de skieurs, ses deux sœurs Macarena, Angelica et María étant également skieuses de haut niveau. L'équipe familiale est entraînée par son père Mario Simari et sa mère par son père Teresita Birkner, tandis qu'il a aussi un cousin Jorge Birkner Ketelhohn aussi actif en ski alpin. 

## Palmarès

### Jeux olympiques
| Épreuve / Édition       | Salt Lake City 2002 | Turin 2006 | Vancouver 2010 | Sotchi 2014 |
| Descente                | DSQ                 | —          | 55e            | DNS         |
| Super G                 | —                   | —          | DNS            | 47e         |
| Slalom géant            | 30e                 | 23e        | 34e            | 40e         |
| Slalom                  | 17e                 | DNF        | 26e            | DNF         |
| Combiné / Super combiné | —                   | 23e        | DNF            | 29e         |

### Championnats du monde
| Épreuve / Édition | Sestrières 1997 | Vail/Beaver Creek 1999 | Sankt Anton 2001 | Saint-Moritz 2003 | Bormio 2005 | Åre 2007 | Val d'Isère 2009 | Garmisch-Partenkirchen 2011 | Schladming 2013 | Beaver Creek 2015 | Saint-Moritz 2017 | Åre 2019 | Cortina 2021 |
| Descente          | –               | -                      | –                | -                 | -           | -        | -                | -                           | 45e             | 43e               | -                 | -        | -            |
| Super G           | 47e             | 41e                    | 41e              | -                 | -           | -        | -                | Abandon                     | 57e             | 43e               | -                 | -        | -            |
| Slalom géant      | Disqualifié     | 35e                    | Abandon          | 17e               | 23e         | 30e      | 25e              | 42e                         | 41e             | 36e               | 39e               | 70e      | 27e          |
| Slalom            | 26e             | Abandon                | Abandon          | 25e               | Abandon     | 17e      | Abandon          | 29e                         | 30e             | 31e               | Abandon           | 51e      | 27e          |
| Combiné           | 21e             | -                      | -                | -                 | -           | Abandon  | -                | Abandon                     | 22e             | 35e               | 35e               | -        | 18e          |

### Coupe du monde
- Meilleur classement général : 138e en 2012.
- Meilleur résultat : 26e.

#### Classements en Coupe du monde
| Année     | Classement général final | Classement en combiné |
| 2011-2012 | 138e                     | 40e                   |
| 2015-2016 | 157e                     | 47e                   |

### Coupe d'Europe
- 2 podiums.